# Helius mimicans
Helius mimicans är en tvåvingeart som beskrevs av Edwards 1933. Helius mimicans ingår i släktet Helius och familjen småharkrankar. Inga underarter finns listade i Catalogue of Life.